# Egil Grønn
Egil Grønn (* 1973) ist ein ehemaliger norwegischer Skispringer.

## Werdegang
Grønn sprang ab 1995 im Continental Cup (COC) und erreichte dort in seiner ersten Saison 1995/96 insgesamt 107 Punkte und damit Platz 81 in der Gesamtwertung. Nachdem die Saison 1996/97 sehr positiv begonnen hatte, sprang er am 30. November 1996 erstmals im Skisprung-Weltcup. Bereits in seinem ersten Springen von der Großschanze in seiner Heimat Lillehammer kam er mit Platz 15 in die Weltcup-Punkteränge. Diesen Erfolg konnte er beim Springen in Innsbruck wiederholen und landete am Ende auf dem 18. Platz. In der Weltcup-Gesamtwertung der Saison 1996/97 wurde er am Ende mit 29 Punkten 64., nachdem er bereits in der Gesamtwertung der Vierschanzentournee 1996/97 den 44. Platz erreichen konnte. Die Continental-Cup-Saison beendete er auf dem 60. Platz.
In den folgenden Saisons konnte er an die Erfolge von 1996 und 1997 nicht mehr anknüpfen und landete meist nur auf den hinteren Rängen. Aus diesem Grund beendete er nach Abschluss der Continental-Cup-Saison 1999/2000 seine aktive Skisprungkarriere.

## Erfolge

### Weltcup-Platzierungen
| Saison  | Platz | Punkte |
| ------- | ----- | ------ |
| 1996/97 | 64.   | 029    |